# Turchi di Bulgaria
I turchi di Bulgaria (in turco Bulgaristan Türkleri; in bulgaro български турци?, Bǎlgarski Turci) sono una popolazione turca originaria della Bulgaria. Nel 2011, in Bulgaria vi erano 588.318 turchi, circa il 8,8% della popolazione, la minoranza etnica più numerosa del paese. La comunità risiede perlopiù nel distretto meridionale di Kărdžali e nei distretti nordorientali di Šumen, Silistra, Razgrad e Tărgovište. Nel XX secolo si è sviluppata una diaspora che ha portato centinaia di migliaia di turchi bulgari in Turchia, Paesi Bassi e Svezia.

## Storia
I turchi bulgari discendono sia dalle popolazioni turche insediatesi nella regione dopo che l'Impero ottomano conquistò i Balcani tra la fine del XIV e l'inizio del XV secolo, che dai bulgari convertitisi all'Islam e che furono turchizzati nel corso del periodo ottomano. Ѐ stato inoltre teorizzato che vi possano essere stati apporti dalle tribù turche dei peceneghi, oghuz e cumani. Secondo una tradizione locale, molti karamanidi (provenienti dai vilayet di Konya, Nevşehir, Niğde e Karaman) furono insediati nella zona di Kărdžali dai sultani Maometto II, Selim I e Mahmud II. La comunità turca divenne una minoranza quando venne stabilito il Principato di Bulgaria in seguito alla Guerra russo-turca del 1877-1878.
Tra il 1876 e il 1878, la comunità turca di Bulgaria venne decimata dall'emigrazione, dalle epidemie e dai massacri. Il flusso dei turchi verso l'Anatolia continuò in modo costante a seconda delle politiche dei regimi al potere in Bulgaria, fino al 1925; dopodiché l'emigrazione venne regolamentata. Durante il XX secolo, i governi bulgari misero in atto numerose deportazioni ed espulsioni forzate, che presero di mira anche la popolazione slava musulmana dei pomacchi.
Il più significativo flusso di emigrazione dei turchi dalla Bulgaria avvenne nel 1989, quando 360.000 persone abbandonarono il Paese alla volta della vicina Turchia, per sfuggire alle politiche di assimilazione forzata messe in atto dal regime comunista di Todor Živkov, anche se successivamente 150.000 ritornarono tra il 1989 ed il 1990. Il programma di assimilazione del regime venne avviato nel 1984 e consisteva nel forzare i musulmani bulgari ad adottare nomi cristiani e slavi e ad abbandonare l'identità e le tradizioni islamiche. Nel corso di questo processo, gli insediamenti a maggioranza turca vennero circondati da unità dell'esercito bulgaro, mentre ogni rimando all'identità turca ed islamica veniva eliminato dai cimiteri e dalle abitazioni e le moschee vennero chiuse o demolite. Centinaia di persone vennero uccise o deportate.
In seguito alla caduta del regime di Živkov nel 1989, il parlamento bulgaro approvò leggi per ripristinare i diritti culturali della popolazione turca. Nel 1991 una nuova legge concesse a chiunque fosse stato colpito dalla campagna di cambio del nome tre anni per ripristinare ufficialmente i nomi originari. Nel gennaio 1991, la lingua turca venne reintrodotta nelle scuole. Nel 2011, vi erano 588.318 persone di etnia turca in Bulgaria, rappresentanti l'8,8% della popolazione, delle quali 564.858 di lingua turca. Nel 2014, il 37,6% dei 992.597 residenti in Turchia nati all'estero risultavano essere nati in Bulgaria.

## Religione

Distribuzione dei musulmani in Bulgaria

L'identità islamica tra la comunità è molto forte, con oltre il 95% dei turchi bulgari che si definiscono musulmani, mentre la maggior parte della popolazione del Paese si definisce cristiana ortodossa. I turchi rappresentano il 74% dei musulmani in Bulgaria, mentre il restante 26% è composto perlopiù da pomacchi.